# Paula Meehan
Paula Meehan (* 1955 in Dublin) ist eine irische Schriftstellerin und Hochschullehrerin, die vornehmlich in den Feldern Lyrik und Drama tätig ist.

## Leben
Paula Meehan kommt aus einem Arbeiterhaushalt aus Dublin, wo sie als ältestes von 6 Kindern geboren wurde. Sie wuchs bei ihren Großeltern auf, da die Eltern in England auf Arbeitssuche waren. Ihr Großvater brachte ihr das Lesen und Schreiben bei. Die Mutter starb bereits im Alter von 42 Jahren. Schon als Kind schrieb sie erste Verse, und als Jugendliche kamen Liedtexte dazu. Als Jugendliche, im Jahr 1968, zog sie nach Finglas und besuchte dort die Sekundarstufe an der katholischen und von Nonnen geleiteten St. Michael’s Holy Faith Secondary School. Wegen einer von ihr angeführten Demonstration wurde sie der Schule verwiesen. Für ihre Abschlussprüfungen lernte sie eigenständig.
1972 begann sie ein Studium in Englischer Geschichte am Trinity College Dublin, welches sie 1977 beendete. Von 1981 bis 1983 besuchte sie die Eastern Washington University, wo sie auch bei dem Beat-Poeten Gary Snyder studierte. Sie machte einen Abschluss in Kreativem Schreiben mit dem Master of Fine Arts.
Im Jahr 2013 wurde sie auf die Position Ireland Professor of Poetry berufen, womit sie erst die zweite Frau war, die diese Stelle innehatte. In diesem Rahmen unterrichtete sie von 2013 bis 2016 am Trinity College, an der Queen’s University und am University College Dublin. Sie ist Mitglied von Aosdána, der Vereinigung irischer Schriftsteller und Künstler.
Mit ihrem Mann, dem Lyriker und Radiosprecher Theo Dorgan, lebt und arbeitet sie in Dublin.

## Werk
Paula Meehan hat bisher rund 8 Gedichtbände und einige Theaterstücke für Kinder und Erwachsene veröffentlicht. In ihrem Werk streifte sie feministische Themen, das Thema Identitätssuche, Sexualität (vor allem weibliche), Beziehungen zu Familie, Traditionen und Religion.
Während eines Staatsbesuches des irischen Staatspräsidenten Michael D. Higgins in China konnte sie aus 6 Gedichten bei einem Staatsbankett vorlesen.
Auch wurde ihre Lyrik in andere Sprachen übersetzt, so etwa erschien im Jahr 2001 auf Deutsch Die Dublin-Karte eines Kindes im Christel-Göttert-Verlag. Ihr Drama Cell aus dem Jahr 1999 wurde für den Best New Play – Irish Times ESB Theatre Award nominiert. Es wurde unter dem Titel Zelle ins Deutsche übersetzt und wartet beim österreichischen Kaiser Verlag noch auf seine Deutsche Erstaufführung.

## Auszeichnungen (Auswahl)
- Butler Award for Poetry
- 1995: Martin Toonder Award for Literature[6]
- 2001: Denis Devlin Award
- 2015: Lawrence O’Shaughnessy Award für Irische Lyrik[7]
- 2015: Aufnahme in die Henessy Hall of Fame für ihre Verdienste um die Poesie[8]

## Publikationen (Auswahl)

### Lyrik
- Reading the sky (1986)
- Pillow Talk (1991)
- Dharmakaya, 2001
- Painting Rain, 2009
- Die Dublin-Karte eines Kindes. Christel-Göttert-Verlag, Rüsselsheim 2001.

### Drama
- 1995: Kirkle, Kinderstück
- 1997: The Voyage
- 1999: Mrs Sweeney
- 1999: Cell
- 2003: The Wolf of Winter
- 2008: Music for Dogs: Work For Radio